# Antoni Józef Madaliński
Antoni Józef Madaliński (blason Larysza), né en 1739 près de Sieradz, ville du centre-ouest de la Pologne, et mort le 19 juillet 1804 à Borowe (gmina de Mogielnica), est un officier et homme politique polonais, commandant de cavalerie, un des chefs de file de l'insurrection de 1794 dirigée par Tadeusz Kościuszko.

## Biographie
Elle est assez lacunaire, notamment pour son enfance et sa formation. Notamment, sa date de naissance exacte n'est pas connue

### Famille
Issu d'une famille modeste de la noblesse de Grande-Pologne (la partie occidentale du pays, autour de Poznań), il est le fils de Józef Madalinski et de son épouse Barbara, née Gutowska. 
Lui-même a épousé Wiktoria Skotnicka, dont il a eu huit enfants.

### Carrière militaire et politique
Officier de la 1re brigade de cavalerie de hussards, il participe à la confédération de Bar (1768-1772), insurrection de gentilshommes patriotes contre l'ingérence russe en Pologne. La défaite de la confédération a pour conséquence le premier partage de la Pologne (1772), entre la Russie, la Prusse et l'Autriche.
Il démissionne de l'armée en 1778 et s'intéresse à la politique, tout en s'occupant de la gestion de plusieurs domaines. En 1786, il est élu député de la voïvodie de Kalisz à la Diète, puis de la voïvodie de Gniezno en 1788, participant ainsi à la Grande Diète de quatre ans (1788-1792). 
En 1789, après que la Diète a décidé de porter les effectifs de l'armée à 100 000 hommes, Madaliński reprend du service avec le grade de commandant. En 1791, il est promu général de brigade et prend le commandement de la 1re brigade de cavalerie nationale de la division de Grande-Pologne. 
Membre de la Société des amis de la constitution, il contribue à l'élaboration de la constitution qui va être promulguée le 3 mai 1791. Lors de la séance du 7 janvier 1791, il prononce un discours de soutien au parti réformateur.  
Au cours de la guerre russo-polonaise de 1792, déclenchée par la Russie en réaction à cette constitution, il prend part à la bataille de Zieleńce et à la bataille de Dubienka. La défaite polonaise a pour conséquence le deuxième partage de la Pologne (janvier 1793), entre la Russie et la Prusse, qui prend le contrôle de la Grande-Pologne.
Une conséquence du partage est le déplacement de la brigade de Madalinski en Mazovie, autour d'Ostrolenka, au nord de Varsovie.

### L'insurrection de Kosciuszko (1794)
À partir de 1793, il participe à la préparation de l'insurrection envisagée par les patriotes, notamment le général Tadeusz Kosciuszko, alors en exil. 
Au commencement de l'année 1794, des menaces apparaissent : d'une part, la volonté de la Russie et de la Prusse 
de réduire de moitié les effectifs de l'armée polonaise ; d'autre part, les arrestations qui frappent certains patriotes à Varsovie. À la suite d'une réunion au quartier général de la brigade à Ostrolenka, probablement le 8 mars 1794, Madalinski décide d'agir sans plus attendre. 
Le 13 mars 1794, il se proclame commandant en second de l'insurrection (après Kosciuszko, qui est encore à l'étranger) et prend avec sa brigade la direction de Cracovie, ville choisie par Kosciuszko comme point de départ du soulèvement. Il passe à l'ouest de Varsovie, traversant des régions sous occupation prussienne et affronte à deux reprises les troupes prussiennes dans des combats secondaires. 
Kosciuszko arrive à Cracovie le 23 mars, et le lendemain, proclame officiellement l'insurrection nationale. 
Madalinski a alors atteint Końskie, près de Kielce, à 100 km au nord de Cracovie. Le 3 avril, il rejoint les forces de Kosciuszko à Proszowice, à 30 km au nord-est.
Le 4 avril, Madaliński participe activement avec sa cavalerie à la bataille de Racławice. Il est promu général de division le 6 avril. Le 6 juin, lors de la bataille de Szczekociny, il dissuade les attaquants russo-prussiens de poursuivre leurs charges de cavalerie. Il protège ensuite la retraite des troupes polonaises vers Varsovie, puis combat autour de la capitale, notamment à Mokotow. En septembre, il rejoint l'expédition de Grande-Pologne, commandée par le général Dombrowski et, le 2 octobre, sa cavalerie joue un rôle important dans la prise de Bydgoszcz. Après la défaite de Maciejowice (10 octobre), où Kosciuszko est fait prisonnier, il revient contribuer à la défense de Varsovie, qui tombe le 4 novembre après la bataille de Praga.
Madaliński s'est donc distingué pendant toute l'insurrection par son audace stratégique et par son aptitude au commandement. Il est aussi membre de la Cour pénale militaire. 
Après la défaite, Madalinski et sa brigade se replient vers le sud et se réfugient en Galicie, territoire sous autorité autrichienne. En janvier 1795, il est arrêté et livré aux Prussiens qui l'emprisonnent à Magdebourg. 

### Dernières années
À sa libération, il renonce à la lutte pour l'indépendance de la Pologne et se retire dans sa propriété de Borow, situé dans les territoires attribués à la Prusse après le troisième partage (1795).
Il y meurt le 19 juillet 1804, Ses funérailles ont lieu le 23 juillet, dans l'église paroissiale de Przybyszew où il est inhumé.

## Source
- (pl) Cet article est partiellement ou en totalité issu de l’article de Wikipédia en polonais intitulé « Antoni Madaliński » (voir la liste des auteurs).